# Salsola aegaea
Salsola aegaea är en amarantväxtart som beskrevs av Karl Heinz Rechinger. Salsola aegaea ingår i släktet sodaörter, och familjen amarantväxter. Inga underarter finns listade i Catalogue of Life.